# لبه تاریکی (مجموعه تلویزیونی)
لبه تاریکی مجموعه‌ای تلویزیونی به کارگردانی سعید سلطانی و تهیه‌کنندگی حسین پیرهادی و علی اکبر شاهمرادی ساخته سال ۱۳۸۴ است که از شبکه دوم ایران پخش شده‌است.

## داستان فیلم
لبه تاریکی داستان مردی به نام ناصر را روایت می‌کند که به خاطر اعتیادش از محل کارش اخراج می‌شود و همین دلیلی می‌شود که به دوستان قدیمی اش روی بیاورد که در کار قاچاق مواد مخدر هستند. نادر رئیس این باند است که به ناصر پیشنهاد پخش مواد مخدر در سطح شهر می‌دهد، اما ناصر از آنجا که مجبور است این مواد را بین جوانان و نوجوانان پخش کند از این کار سر باز می‌زند.
از سویی نادر دلباخته زهرا دختر ناصر است و با بهانه بیمار بودن همسرش به زهرا ابراز علاقه‌مندی می‌کند. زهرا اما نمی‌پذیرد و پس از گرفتار شدن پدرش به ناچار به پسرعمه خود «امیر» که یک افسر پلیس است رو می‌آورد. امیر نیز به زهرا علاقه دارد، اما بخاطر آنکه یک بار از او جواب منفی شنیده، درخواست خود را مطرح نمی‌کند. نادر تلاش می‌کند از طریق فریب دادن مریم، دوست زهرا به خواسته خود برسد اما…

## بازیگران
- دانیال حکیمی
- پژمان بازغی
- یکتا ناصر
- محمدعلی کشاورز
- رویا تیموریان
- رضا خندان
- امیر آتشانی
- فرهاد بشارتی
- آرام جعفری
- آزیتا لاچینی
- مینا جعفرزاده
- شقایق ناظری
- علیرضا جعفری
- حسین توشه
- شهنام شهابی
- اصغر معینی
- رضا افشار
- ناصر گیتی جاه
- سعیده عرب
- عباس زهری
- عباس جنانی
- عبدالله آتشانی

## عوامل
- کارگردان: سعید سلطانی
- تهیه کنندگان: حسین پیرهادی، علی اکبر شاهمرادی
- نویسنده: شعله شریعتی
- طرح اولیه فیلمنامه: محمد رستگاری
- بازنویسی فیلمنامه: هوشنگ قنواتی زاده، برزو نیک نژاد
- مدیر تولید: مسعود فرخنده طینت
- مجری طرح: فریبا طیبی درازکلا
- مدیر تصویربرداری: اسفندیار شهیدی
- تدوین: محمود یارمحمدلو
- آهنگساز: فردین خلعتبری
- شاعر: افشین یداللهی
- خواننده: احسان خواجه امیری
- صدابردار: وحید سلطانی
- صداگذاری و میکس: علیرضا کمال پور، امیر ادیب پرور
- طراح گریم: بابک شعاعی
- طراح صحنه و لباس: محمد هادی قمیشی
- برنامه ریز: هوشنگ قنواتی زاده
- دستیار اول کارگردان: برزو نیک نژاد
- دستیار دوم کارگردان و منشی صحنه: پیمان رجبی
- تیتراژ: ساسان توکلی فارسانی
- جلوه های ویژه: داود رسولیان

محصول: گروه فیلم و سریال شبکه دو سیمای جمهوری اسلامی ایران / ۱۳۸۳-۱۳۸۴